# Xã Vernon, Quận Dodge, Minnesota
Xã Vernon (tiếng Anh: Vernon Township) là một xã thuộc quận Dodge, tiểu bang Minnesota, Hoa Kỳ. Năm 2010, dân số của xã này là 665 người.